# Chillarón de Cuenca
Chillarón de Cuenca es un municipio y localidad española de la provincia de Cuenca, en la comunidad autónoma de Castilla-La Mancha. Tiene una superficie de 39,41 km² con una población de 864 habitantes (INE 2024) y una densidad de 14,72 hab/km².
Comprende también el pueblo de Arcos de la Cantera y parte de la urbanización Señorío del Pinar.

## Geografía
Integrado en la comarca de Serranía Media, se sitúa a 9 kilómetros de la capital provincial. El término municipal está atravesado por la carretera nacional N-320 entre los puntos kilométricos 146 y 153, además de por carreteras locales que se dirigen al municipio de Fuentenava de Jábaga y a la localidad conquense de Tondos. 
El relieve del municipio está definido por el extremo occidental de la Serranía, que va dando paso a La Alcarria Conquense. El río Chillarón, afluente del Júcar, cruza el territorio de noroeste a sur, recogiendo las aguas del río Navalón. La altitud está entre los 1240 metros al este, en la sierra de Bascuñana, la sierra más occidental de la Serranía, y los 900 metros a orillas del río Chillarón. El pueblo está a 915 metros sobre el nivel del mar. 
| Noroeste: Villar de Domingo García | Norte: Cuenca                      | Noreste: Cuenca |
| Oeste: Fuentenava de Jábaga        |                                    | Este: Cuenca    |
| Suroeste: Fuentenava de Jábaga     | Sur: Fuentenava de Jábaga y Cuenca | Sureste: Cuenca |

## Historia

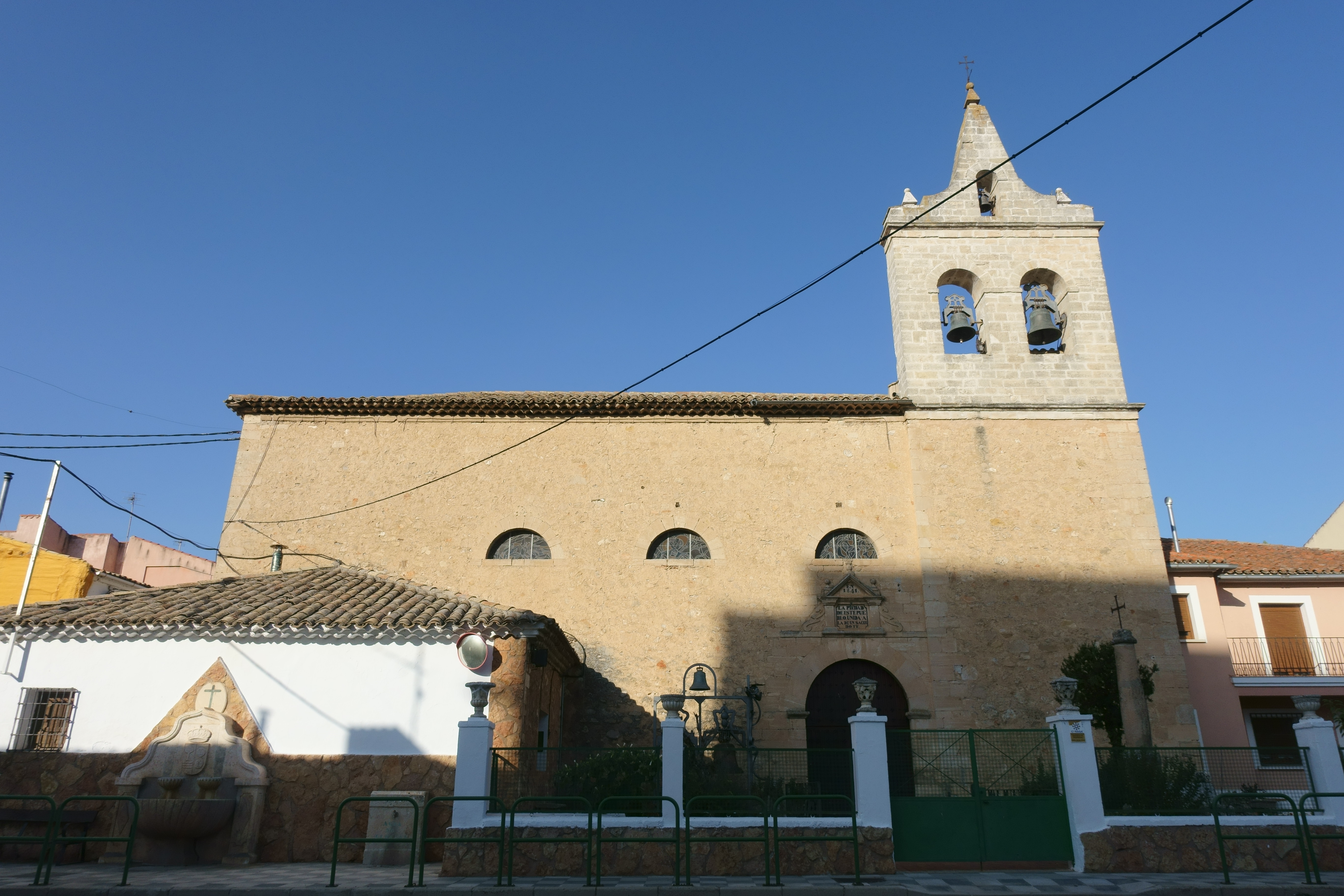
Iglesia del Santísimo Cristo de la Luz

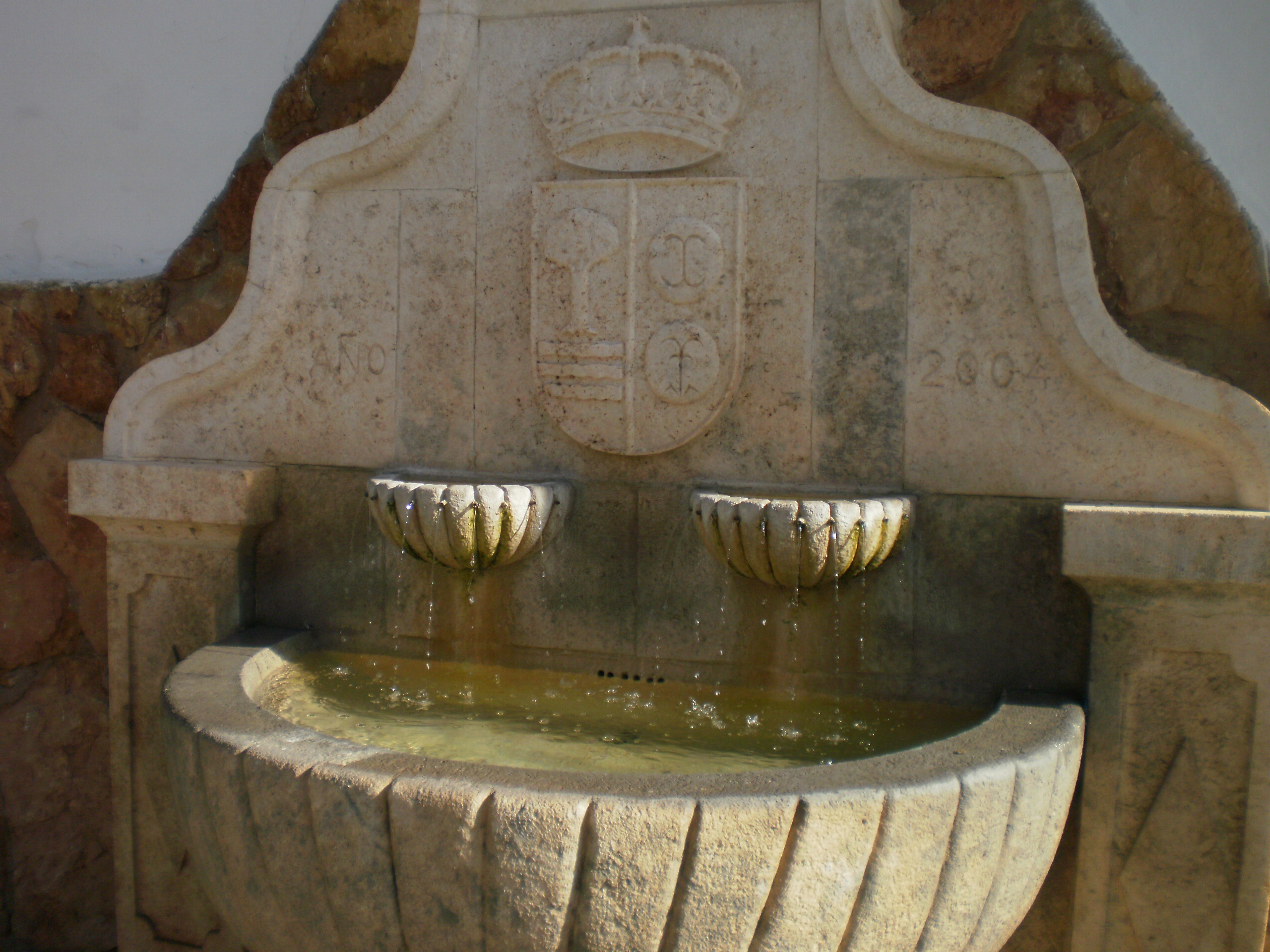
Fuente de Chillarón

### Orígenes
Hay algunos datos que ubican los principios históricos del pueblo dentro de la dominación del pueblo romano, pero también los hay de que ya existía anteriormente, aunque estos son más bien sospechas, de que en Chillarón vivieron gentes de otras culturas o religiones, al encontrarse un ídolo de cuarcita representando una figura femenina y una masculina, evocación de la fecundidad. Se sitúa en la Edad de Bronce y se puede contemplar en el Museo Arqueológico de Cuenca.
Lo que está comprobado es que durante la ocupación musulmana ya existía Chillarón, donde convivían dos religiones, la católica y la musulmana. En esta época era una aldea sometida al castillo de Conca que era como así se llamaba entonces Cuenca. Fue denominado plaza fuerte o militar. Chillarón fue tierra de agricultores, hortelanos y ganaderos musulmanes con ganados de cabras. A raíz de la reconquista de Cuenca por el rey Alfonso VIII, el vencedor de las Navas de Tolosa, una vez asentado en Cuenca le concede a esta el título de ciudad y se forma la mancomunidad de municipios integrando un centenar de pueblos, y aquí entra Chillarón tomando el nombre de Chillarón de Cuenca. Al ocurrir esto los musulmanes emigraron a tierras dominadas por los suyos, cogiendo solamente lo más imprescindible y dejando escondido lo más valioso por miedo a ser robado por el camino, con la esperanza de poder regresar algún día. Entre los cristianos pronto se corrió la voz de que habían escondido un tesoro, que aún no se ha encontrado y da nombre al cerro del Tesoro.

### Apogeo de Chillarón
A finales del siglo XII comienzan los trabajos de construcción de la Catedral de Cuenca. Los maestros canteros buscan piedra para este fin y la encuentran muy cerca de Chillarón. Al correrse la noticia empiezan a llegar al pueblo gente de otros lugares en busca de trabajo especialmente, sacadores, cortadores, canteros etc. Entonces Chillarón empieza a crecer y prosperar se decide levantar una iglesia en honor a la Virgen de Belén y los Santos Inocentes. La iglesia de Chillaron cobra gran fama e influencia durante los siglos XIV y XV, llegando a ser declarada cabeza de Abadía Perpetua, los párrocos fueron: Pedro Serrano (1567), Pedro Valera (1599), había además tres tenientes de cura que eran: Miguel Ballesteros, Doroteo Giraldo y Juan Bermejo. A los habitantes del pueblo se les concede el privilegio de que el sesmero diputado a tierras tenía que ser vecino de Chillarón.

### DelsigloXVIa nuestros días
A finales del siglo XVI, como consecuencia del final de obras de la catedral de Cuenca, comienza la decadencia del pueblo. En la cantera quedan encargos para construir algunos conventos pero el trabajo no da para todos. La gente comienza a emigrar en busca de empleo y solo se quedan agricultores y pastores. Los que construyeron sus casas cerca de las canteras son los únicos que no marchan y fundan Arcos de la Cantera.
Sin saber muy bien el motivo algunos vecinos del pueblo construyen sus casas en un cerro encima del Pozuelo, que llamaron El Cerro Barrio, los demás vecinos se quedaron el la parte de abajo, existía una antigua ermita junto al arroyo debajo del pueblo que por una riada vio resentirse sus cimientos, en consecuencia se decidió construir una nueva ermita en 1776 en lo que hoy es la sacristía de la actual iglesia, era cura Gregorio Paradela, durante el tiempo que duran las obras fallece este párroco y lo reemplaza José Malo y Hombrados. A partir de aquí la gente empieza a construir sus viviendas en torno a la iglesia, y al bajarse todos los vecinos la ermita se queda pequeña. Fueron sus párrocos Francisco Mateos Balsalobre (la rigió de 1779 a 1817 ); en 1831 viene otro cura Frutos Mingote y en 1839 piensa construir una nueva iglesia, económicamente las cosas no iban bien siendo alcalde Fulgencio Ayllón. En el mes de septiembre y coincidiendo con las fiestas convoca a los vecinos para tratar el tema de la nueva iglesia, pero el problema que todo lo para siempre es el dinero. Un vecino del pueblo llamado Paulino González se dirige a la multitud y propone que entre todos los vecinos aportando materiales y mano de obra se comience a levantar la iglesia. Se forma una comisión formada por el alcalde a la cabeza y el cura para la presentación del proyecto en el Obispado; regía la diócesis Jacinto Rodríguez Rico y les dice que él paga los albañiles y así, en enero de 1840 comienzan las obras, colaborando todo el pueblo. El 21 de febrero de 1841 se finaliza la obra. En el nuevo templo se coloca el retablo de la otra iglesia dedicada a la Santísima Trinidad, se colocan nuevos altares comprados por el cura y un órgano de muy buena traza. Todo esto fue destruido durante la guerra civil española de 1936.
Así se describe la localidad en el tomo VII del Diccionario Geográfico-Histórico-Estadístico de Madoz, obra de referencia de la España rural de mediados del siglo XIX:

Lugar con ayuntamiento al que están unidos el caserío de Albaladeiito y la aldea de Nohales en la provincia, partido judicial y diócesis de Cuenca (1 legua), audiencia territorial de Albacete (20 leguas), y capitanía general de Castilla la Nueva (24 leguas). Está situado en un llano resguardado al Oeste por un cerro llamado Castillejo, siendo su clima sano, pues solo se advierten en el otoño algunas tercianas, producidas sin duda por la mucha humedad del riego. Las casas son del todo desiguales y diferentes en su construcción y forman una sola calle espaciosa y cómoda que se extiende de Sur a Norte.

Hay en la población una escuela de niños y niñas concurrida por ambos sexos en número de 60, en la que se les enseña a leer, escribir, contar etc., cuyo establecimiento tiene a su favor una pía memoria fundada por D. Juan Martínez, presbítero y vecino del pueblo; tiene también el ayuntamiento su edificio particular donde celebra sus sesiones; próxima a esta casa, hay otra que sirve de cárcel; una fuente de agua de excelente calidad que viene depositarla en un pilón para las caballerías y otros usos; una iglesia parroquial de primer ascenso (Ntra. Sra. de Belén y Santos Inocentes), habiéndosele agregado por contitular el año de 1841 al Santísimo Cristo de la Luz, servida, tanto ella, como los anejos de Albaladejito y Nohales, por un cura, otro sacerdote y 1 sacristán; este edificio se hizo en el año anterior citado, a expensas del vecindario, y en su torre hay una campana cuya fundición se remonta al siglo XII; tiene por último un cementerio situado en el cerro del Castillejo, a donde estuvo la antigua iglesia, con la ventilación necesaria para que no perjudique a la salud pública.

El término confina al Sur con Albaladejito y Nohales, el primero es del señorío del conde de Miradores; al Norte con Arcos de la Cantera; Este con Embid, y Oeste Jábaga y Navalón; es bastante reducido y antes de la desamortización eclesiástica, pertenecía en su mayor parte al clero regular, al cabildo y fábricas de Cuenca; en él se encuentran varios pinares, y casi todo está bien cultivado. Su terreno es mitad huerta, y aunque mediano es de un mérito regular. Caminos: tiene de herradura los que conducen a la Corte, Alcarria y Molina, y está delineada la carretera que ha de pasar desde Cuenca a Guadalajara. Las producciones son trigo, cebada, centeno y avena, y en la huerta abunda la cosecha de patatas y judías: hay ganado lanar en número proporcionado a la población, que consta de 38 vecinos, 153 almas. Capital territorial producido: 519,780. Impuestos: 73,350. El presupuesto municipal se cubre en parte con el producto de un horno de pan cocer perteneciente a propios.
Diccionario geográfico-estadístico-histórico de España y sus posesiones de Ultramar

Hoy en día es una población cuya vida se halla muy condicionada por la proximidad de la capital conquense, con un buen número de segundas residencias.

## Demografía
Chillarón de Cuenca cuenta con una población de 864 habitantes (INE 2024).

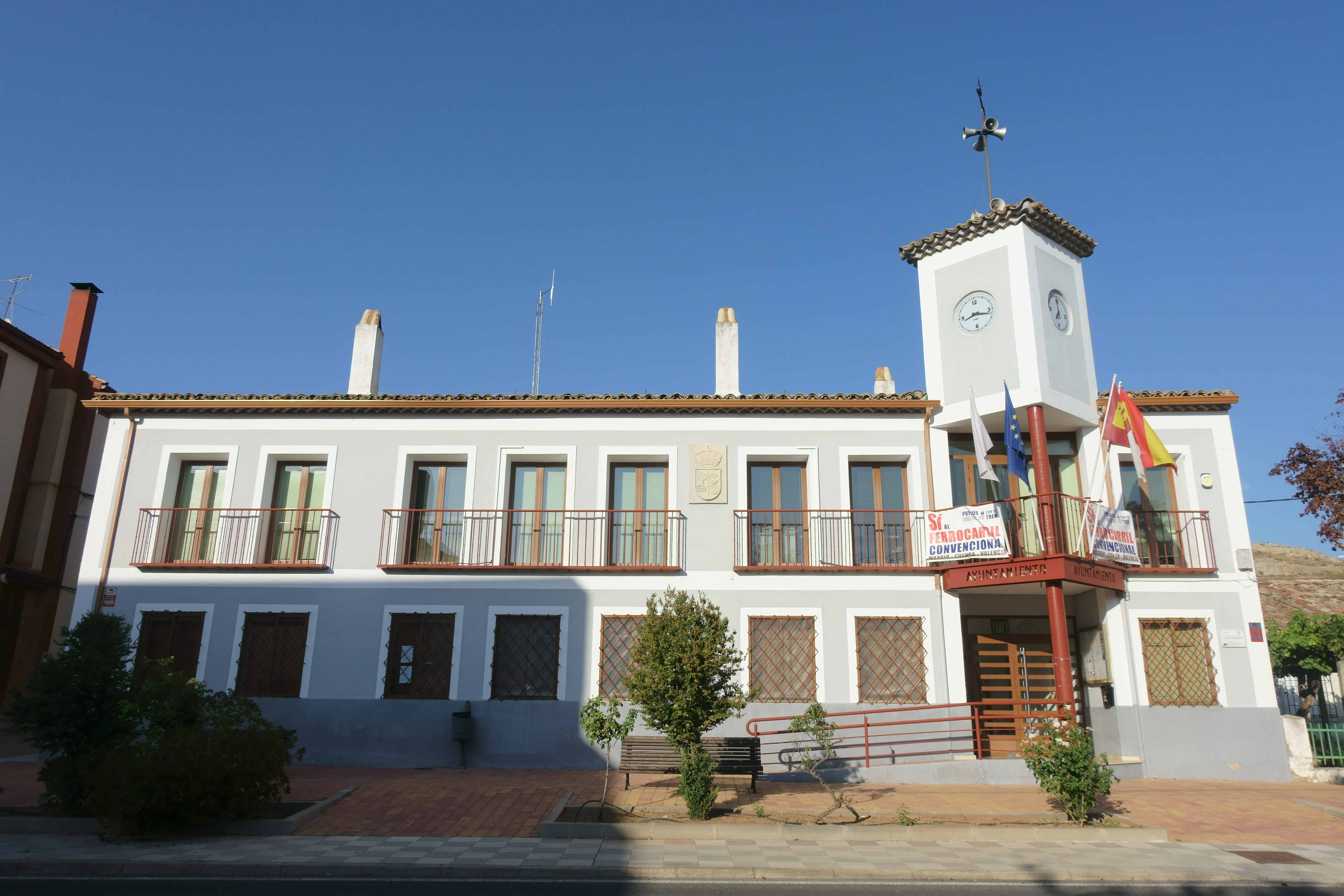
Casa consistorial

| Gráfica de evolución demográfica de Chillarón de Cuenca entre 1970 y 2021 |
| |
| Población de derecho según los censos de población del INE Población de hecho según los censos de población del INEEn estos censos se denominaba Archilla de Cuenca: 1970 y 1981 Entre el censo de 1970 y el anterior, aparece este municipio porque se fusionan los municipios Arcos de la Cantera y Chillarón de Cuenca |

## Cultura

### Museo de Chillarón

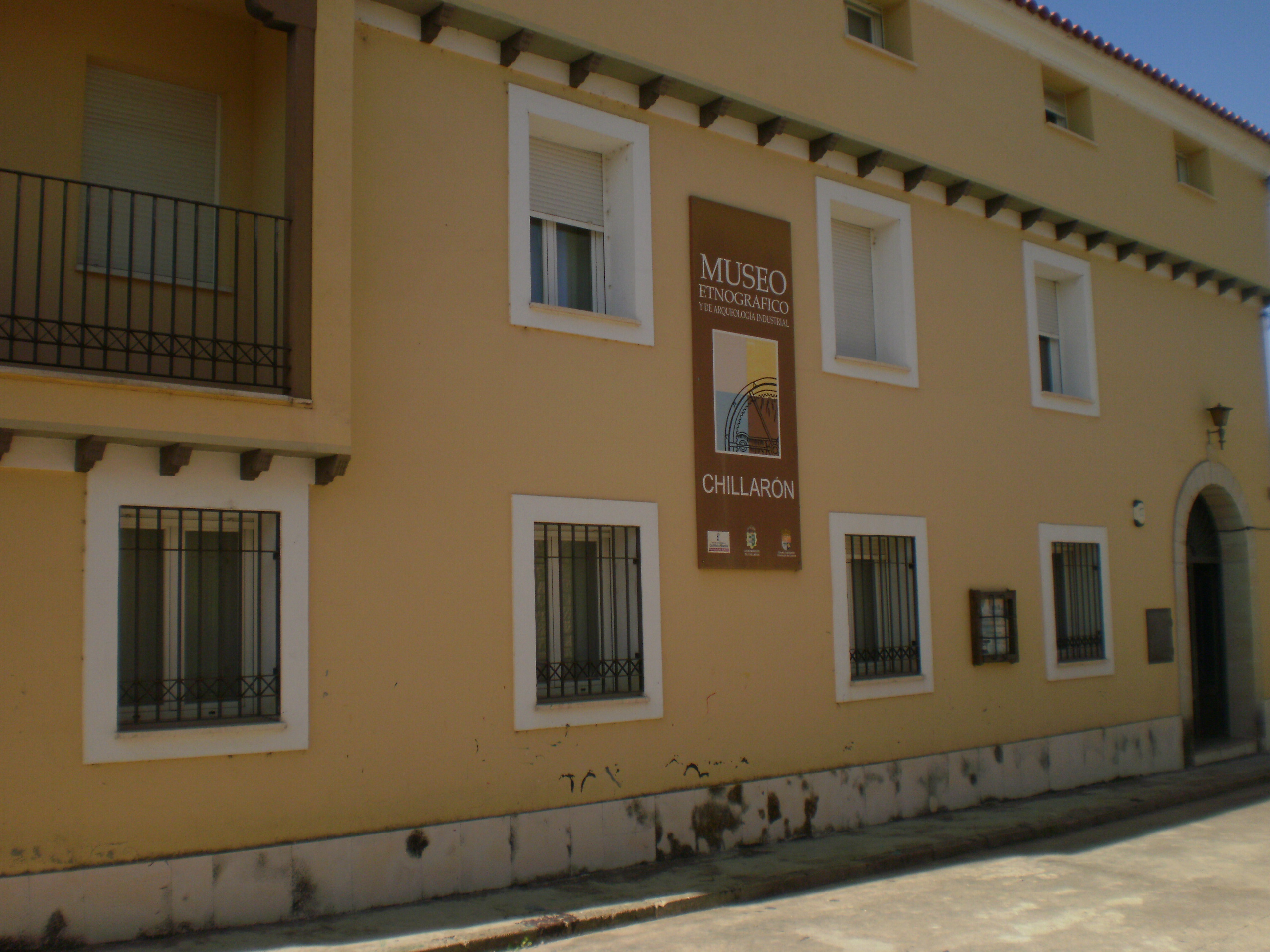
Museo Etnográfico y de Arqueología Industrial

En Chillarón existe un museo etnográfico y de arqueología industrial que recoge numerosos elementos de la historia y la cultura local, utensilios de labranza y del pastoreo, la reproducción de una típica casa manchega entre otros muchos objetos artesanos y máquinas manuales. Se trata de un edificio de tres plantas que agrupan salas con diferentes denominaciones:
- Los trabajos y los días: recoge piezas relacionadas con las labores del campo y el pastoreo.
- Cuarto de las almas: colección de fotografías de personas ligadas a Chillarón, muchas de ellas ya fallecidas.
- Los rescodos del llar: recoge utensilios e información sobre la matanza del cerdo como la orza para guardarla, el lebrillo para el adobo, etc.
- El discurrir del tiempo: recoge utensilios ligados a la vida cotidiana, ropa tradicional, etc.
- La vivienda tradicional de Chillarón: reproduce el interior de las casas de la comarca.[5]

### Otros equipamientos culturales

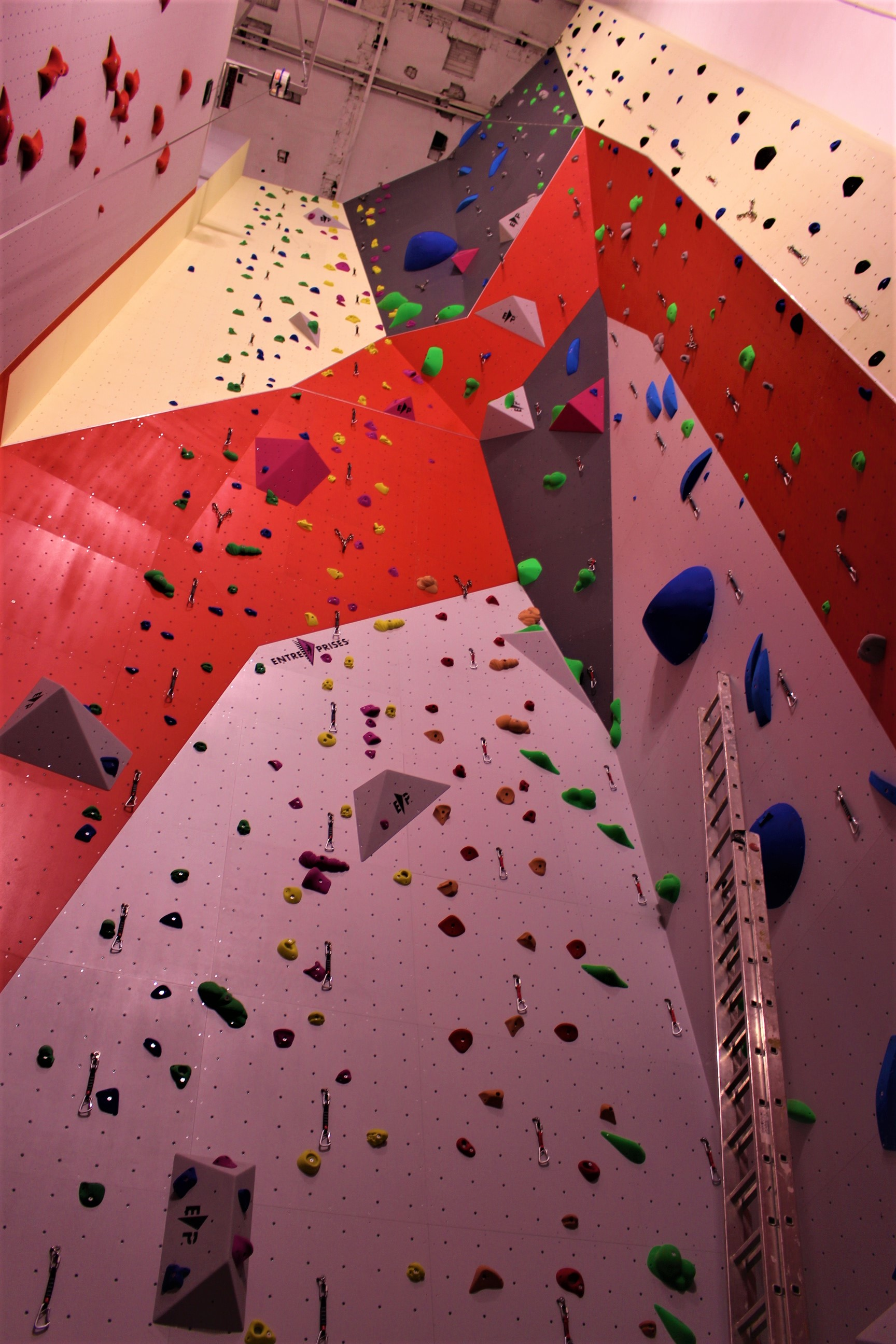
Rocódromo del Silo de Chillarón

- El municipio cuenta también con la biblioteca municipal Espido Freire, institución que cuenta con unos cinco mil volúmenes.[6] Se puede consultar información turística de la zona y dispone de acceso gratuito a internet.
- Centro de Escalada del Silo, inaugurado en 2020, combina la conservación de una construcción con valor etnógrafico con diferentes actividades de aventura y escalada.

### Fiestas
Santísimo Cristo de la Luz
A mediados de septiembre, Chillaron celebra sus fiestas patronales en honor al Santísimo Cristo de la Luz. En estas, el día 14 hacen una misa en honor al Santo y una procesión por las calles del pueblo. Además, la gente podrá disfrutar de verbenas por la noche, así como de diferentes actividades para todas las edades.
San Isidro
Cada 15 de mayo, el pueblo saca en procesión a San Isidro, el patrón de los agricultores, celebrando después, una merienda popular en la ermita